# Huub Ernst
Hubertus (Huub) Cornelis Antonius Ernst (Breda, 8 april 1917 – aldaar, 19 mei 2017) was een Nederlands rooms-katholiek bisschop. Van 1967 tot 1992 was hij de achtste bisschop van het bisdom Breda.

## Kerkelijke loopbaan
Huub Ernst werd op 7 juni 1941 door bisschop Petrus Hopmans tot priester gewijd in Breda. Hierna was hij twee jaar kapelaan in Leur. Achtereenvolgens was hij conrector van een meisjespensionaat, docent en professor in de moraaltheologie aan het toenmalige Grootseminarie Bovendonk te Hoeven; hij gold als een zeer erudiet mens, hoewel hij geen universitaire opleiding genoten had en ook niet is gepromoveerd. Hij was vicaris-generaal van zijn voorganger monseigneur De Vet. Na diens voortijdige, plotselinge dood (49 jaar) werd Ernst op 3 november 1967 tot bisschop van Breda benoemd; zijn bisschopswijding vond plaats op 17 december 1967. Als wapenspreuk koos hij Christus heri et hodie (Christus gisteren en vandaag).
Ernst gold vanaf het begin van zijn bisschopsperiode als 'progressief', maar ook als bescheiden, voorzichtig en wijs. Dat ervoer bijvoorbeeld de Acht Mei-beweging in 1990, die haar meest verwante geest in het bisschoppencollege ruw had gebruuskeerd door op haar jaarlijkse manifestatie zijn waarschuwingen in de wind te slaan en toch voor het omstreden Tafelgebed 'Gij die weet...' te kiezen.

## Voorzitter van Pax Christi Nederland
In 1976 volgde hij kardinaal Alfrink op als voorzitter van Pax Christi Nederland. Ernst speelde een beslissende rol bij de steun van Pax Christi en de Katholieke Kerk in brede zin, aan de IKV-campagne "Help de kernwapens de wereld uit, om te beginnen uit Nederland!" In een interview uit 2006 in het boek IKV 1966-2006, veertig jaar mobiliseren voor vrede: "Zelf was ik aanwezig bij de presentatie van die leus in 's-Hertogenbosch, in de Vredesweek van 1977. Mij werd een standpunt gevraagd als voorzitter van Pax Christi. Ik heb toen gezegd: 'Een goede keuze tot er een betere zal komen'". Hij beriep zich daarbij vooral op de encycliek Pacem in Terris (nr. 112) en verdedigde een atoom-pacifistisch standpunt, ook met verwijzingen naar publicaties van de Pauselijke Academie voor de Wetenschappen. In 1983 was hij een van de sprekers tijdens de grootste demonstratie ooit in Nederland gehouden met 550.000 demonstranten op het Malieveld in Den Haag. Ernst kantte zich later, na zijn aftreden, "zowel vanuit gezindheidsethiek als verantwoordelijkheidsethiek" ook tegen de strijd tegen terrorisme van president Bush. Ernst werd in december 1994 als voorzitter van Pax Christi opgevolgd door bisschop Ad van Luyn van het bisdom Rotterdam.

## Emeritaat en overlijden
Op 6 mei 1992 ging Ernst als bisschop met emeritaat; hij bleef nog dertig maanden aan als apostolisch administrator en wijze nestor in een voor de Nederlandse kerk moeilijke periode. Zelf wijdde hij in Bergen op Zoom dr. Martinus Muskens in 1994 tot zijn opvolger. Daarna was hij niet meer actief in het beleid, maar werd nog veelvuldig uitgenodigd voor inleidingen over wijsgerige en ethische onderwerpen. Op 1 december 2007 trad hij op als concelebrant bij het afscheid van zijn opvolger; in het jaar ervoor was hij medeconsecrator bij de bisschopswijding van Muskens' opvolger dr. Hans van den Hende. Ernst was vanaf 2014 in leeftijd en sinds de dood van Johannes Bluyssen ook wat betreft anciënniteit op afstand de nestor van de oud-leden van de Nederlandse Bisschoppenconferentie.
Ernst boog zich in 2007 over de brochure Kerk en Ambt van enkele dominicanen die pleitten voor een oplossing van het priestertekort door voortaan de 'basis' te laten uitmaken wie er voorgaat in de Eucharistie. Onjuist, niet zinnig en niet de juiste oplossing, aldus de 90-jarige Ernst in een reactie.
In 2010, te midden van alle commotie rondom seksueel misbruik door geestelijken, werd de 93-jarige Ernst opgeroepen om op 25 januari 2011 te getuigen voor de rechtbank in Middelburg. De rechtbank wilde weten of en in hoeverre hij op de hoogte was van een van ernstig misbruik verdachte priester die na eerdere vergrijpen als pastoor in Terneuzen (bisdom Breda) was aangesteld. De bewuste pastoor, een op dat moment 88-jarige pater salesiaan, was na nieuwe vergrijpen in Terneuzen door Ernst ontslagen. Volgens advocaat Martin de Witte van het Terneuzense slachtoffer heeft het bisdom Breda 'op geen enkele manier laten merken dat het zich om het lot van de slachtoffers bekommerde. Het kon ze niets schelen'.
Ernst zei op 25 januari voor de rechtbank van Middelburg niet op de hoogte te zijn geweest van de voorgeschiedenis van de pater en het onvoorstelbaar te vinden dat de salesianen wezenlijke informatie bij diens aanstelling in het bisdom Breda voor hem hadden achtergehouden.
Ter gelegenheid van zijn honderdste verjaardag op 8 april 2017 kreeg Ernst bezoek van onder anderen bisschop Van den Hende (namens de Nederlandse Bisschoppenconferentie), bisschop Liesen en van burgemeester Depla van Breda.
Ernst overleed op 19 mei 2017. Na de avondwake en de uitvaartdienst in de Bredase Sint-Antoniuskathedraal op resp. 28 en 29 mei is hij begraven in het priestergraf op de begraafplaats Zuylen in Breda.